# Cestovní výstraha
Cestovní výstraha, rovněž také "Travel Alert", je využívána v cestovním ruchu. Ve chvíli, kdy se v cílové destinaci změní bezpečnostní situace natolik, že je vhodné dbát zvýšené pozornosti, zda nedošlo k omezení letů, je na tuto situaci upozorněn.
Cestovní výstrahy jsou vydávány na základě vydání oficiálních zpráv nejrůznějších zdrojů, nebo v případě neoficiálních zpráv s vysokým předpokladem pravdivostí zprávy.
Cestovní výstrahy vesměs upozorňují na vážnou nepřízeň počasí (povodně, sněhové kalamity apod.), zemětřesení, sopečnou erupci, stávky, nepokoje a jiné.